# Mattias Gustafsson
Mattias Gustafsson, švedski rokometaš, * 11. julij 1978.
Leta 2010 je na evropskem rokometnem prvenstvu s švedsko reprezentanco osvojil 15. mesto. Leta 2012 je z reprezentanco osvojil naslov olimpijskega podprvaka.